# 土庫 (屏東縣)
土庫，是臺灣屏東縣里港鄉的一個傳統地域名稱，位於該鄉北部及東北部。相較於今日行政區，其範圍大致包括土庫村、三廍村不含西南部及東南端、中和村東北端、瀰力村東部中段及南段。

## 歷史
台灣日治初期，土庫地區為一街庄，稱為「土庫庄」，隸屬於港西上里。昔日該庄西北及北隔當時的荖濃溪北支分流（標示荖濃溪，今已消失）與手巾藔庄、吉洋庄為界，東邊、東南邊及南邊東段隔荖濃溪南支分流（標示二重溪，今荖濃溪下游河道）與東振新庄、埔羗崙庄、中崙庄為界，南邊西段為三張廍庄，西邊為瀰力肚庄。
1901年（日治明治三十四年）11月，全台設置二十廳，該庄隸屬於阿猴廳。1903年（明治三十六年）12月，阿猴廳改名為阿緱廳。1904年（明治三十七年）4月，該庄編入「土庫區」，隸屬於阿緱廳。1909年（明治四十二年）10月，合併二十廳為十二廳，土庫區仍隸屬於阿緱廳。1920年（大正九年），廢十二廳改設五州二廳，該庄改制為「土庫」大字，隸屬於高雄州屏東郡里港庄。
戰後里港庄改制為里港鄉，隸屬於高雄縣，大字亦改制為村。1950年10月，高、屏分治，里港鄉改隸屬於屏東縣。

## 聚落
本地區發展較早的聚落有土庫、番仔藔（已消失）、下林仔頭（已北遷，今林仔頭）、頂林仔頭等，在日治期初期的官方地圖上已有記載。此外，本地區尚有北安、南興、三張廍（由三張廍地區向東北遷至此處）等聚落。

## 交通
省道台3線俗稱「內山公路」，是臺北至屏東的幹道，經過本地區北安、土庫、南興、三張廍等聚落。由該道路北行可前往高雄市美濃區/旗山區邊界地帶、旗山區、內門區、臺南市南化區、玉井區等地；南行可前往里港鄉里港市區、九如鄉、屏東市，並止於省道台1線路口。
鄉道屏9線是縣界至南隆的道路。
鄉道屏10線是彌力至吉洋農場的道路。

## 學校
- 三和國小
- 信國國小（已廢校）